# Leo Sheng
Leo Sheng (né en 1996) est un acteur et activiste sino-américain connu pour avoir joué Micah Lee dans The L Word: Generation Q.

## Jeunesse et formation
Sheng est né dans la ville de Hunan, en Chine, il a été adopté et élevé à Ypsilanti, dans le Michigan, par un couple de femmes lesbiennes étasuniennes. Il a fait son coming out en tant que personne trans à l'âge de 12 ans.
Il a obtenu son diplôme en Sociologie à l'Université du Michigan en 2017. Sheng a été accepté au programme d'études supérieures en travail social de l'université et prévoyait de s'inscrire, mais il n'a finalement pas fait la formation car il a été choisi pour son premier rôle d'acteur professionnel dans Adam.

## Carrière
Sheng s'est fait connaître à l'âge de 17 ans et a utilisé YouTube et Instagram pour documenter sa transition. En 2018, il joue son premier rôle principal dans <i id="mwMg">Adam</i> de Rhys Ernst . Il est également apparu dans le documentaire Disclosure. Il est l'un des personnages principaux de la série The L Word: Generation Q sur Showtime, où il interprète le rôle de Micah Lee qui est lui aussi un homme transgenre. À 11 ans, Sheng a visionné un extrait de la série originale L Word, dans lequel apparaissait Max, un personnage transgenre, il a fait son coming out peu après.

## Vie privée
Sheng habite à Los Angeles et s'identifie comme un homme trans queer.

## Filmographie

### Cinéma
| Année | Titre                | Rôle  | Remarques                    |
| ----- | -------------------- | ----- | ---------------------------- |
| 2019  | Adam                 | Ethan |                              |
| 2020  | Disclosure           |       | Également consultant créatif |
| 2021  | Matrix Resurrections | N / A | Assistant                    |

### Télévision
| Année   | Titre                    | Rôle      | Remarques   |
| ------- | ------------------------ | --------- | ----------- |
| 2019–23 | The L Word: Generation Q | Micah Lee | 19 épisodes |